# اندام مکنده

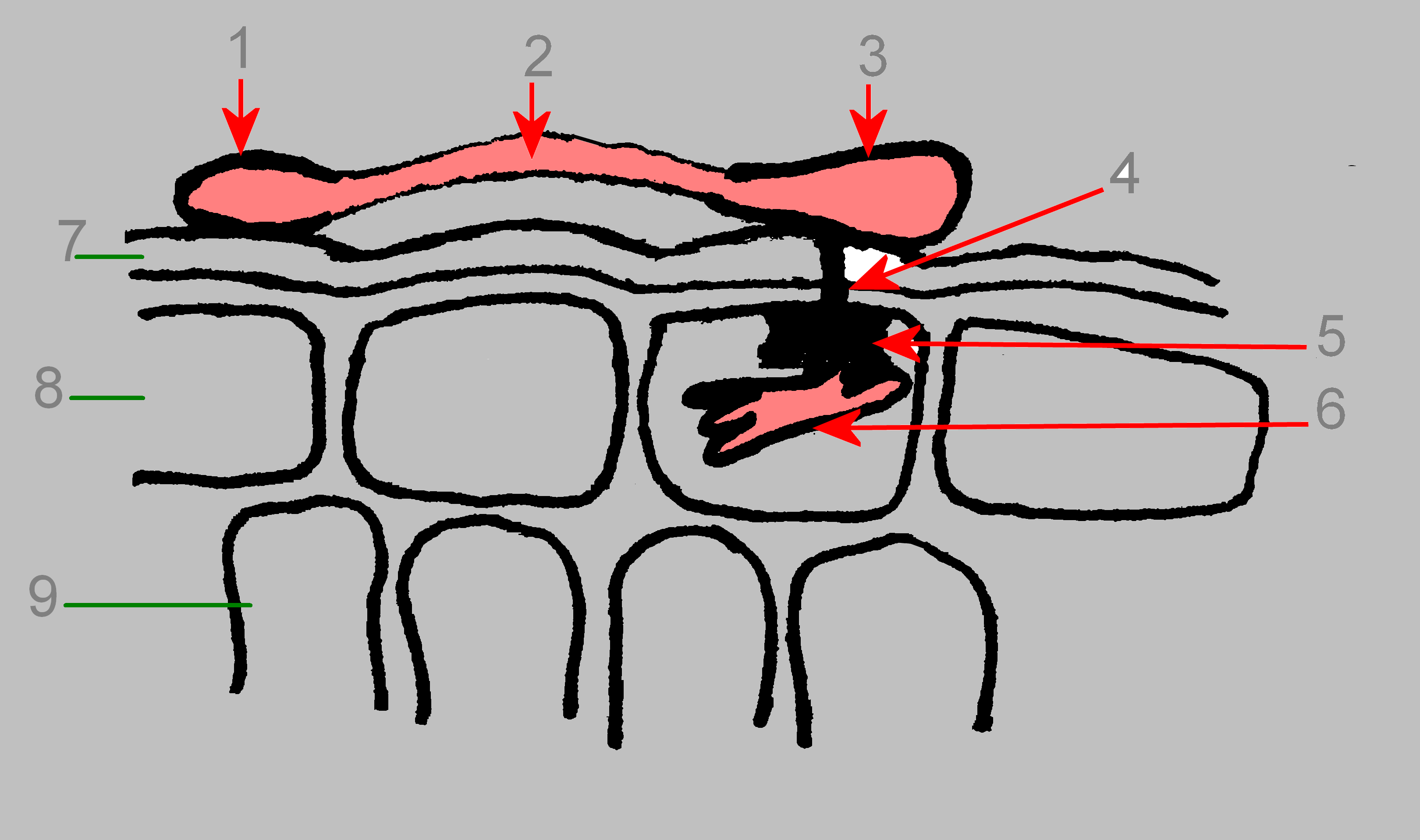
در فرایند عفونت قارچی گیاهان، appressorium با ایجاد فشار مکانیکی به گیاه نفوذ کرده و زمینه را برای تشکیل هاستووریوم به‌عنوان اندام مکنده جهت جذب مواد غذایی از سلول‌های گیاهی فراهم می‌کند.

اندام مکنده بخشی از قارچ یا گیاه انگلی است که وارد ریشه گیاه میزبان می‌شود و مواد مغذی را جذب می‌کند.